# Männer sind Schweine
"Männer sind Schweine" (IPA: ˈmɛnɐ zɪnt ˈʃvaɪ̯nə, en español: "Los hombres son cerdos") es el primer sencillo de Die Ärzte para su álbum de estudio de 1998, 13. El título original, "Ein Schwein namens Männer" (IPA: aɪn ʃvaɪ̯n ˈna:məns ˈmɛnɐ, en español: "Un cerdo llamado hombre"), que no es el título dado finalmente a la canción ni describe su contenido, es probablemente una referencia a la película Babe, cuyo nombre en alemán es Ein Schweinchen namens Babe, y a otra de sus canciones, "Ein Song namens Schunder".
La letra de la canción se basa en el cliché de que los hombres siempre están buscando sexo y las advertencias y consejos dados a las mujeres para no caer en sus falsas promesas de amor.
Paradójicamente, pese a la superstición con respecto al 13, la canción está ubicada en la decimotercera posición del álbum, de nombre 13; y aun así "Männer sind Schweine" fue la primera canción de Die Ärzte que llegó a la primera posición en las listas de popularidad en alemán.

## Vídeo
El videoclip incluye a Lara Croft, cuya aparición digital fue aprobada oficialmente por Eidos Interactive. En un principio, la banda toca la canción en una bodega; cuando Lara aparece amenazando a Farin —de cabello rojo— con una pistola, el vídeo se transforma al estilo de John Woo, incluyendo una serie de efectos de sonido que opacan la canción.